# 이정구 (배우)
이정구(1989년 7월 16일 ~ )는 대한민국의 배우, 모델이다.

## 출연작

### 드라마
- 《슈츠》 (2018년, KBS2) - 어 변호사 역
- 《디어 마이 프렌즈》 (2016년, tvN) - 어린신부 역
- 《슈퍼대디 열》 (2015년, tvN) - 야구선수 역

### 영화
- 《스타박'스 다방》 (2018년) - 옥경찰 역